# Roman Andrzejewski (poseł KRN)
Roman Andrzejewski (ur. 1 lipca 1888 w Krobi, zm. 21 kwietnia 1964 w Poznaniu) – polski działacz robotniczy, radny poznański, poseł do Krajowej Rady Narodowej.

## Życiorys
Był synem wiejskiego cieśli. W latach 1907–1917 pracował jako stolarz w fabryce w Berlinie, działał w tym okresie w socjaldemokratycznym związku zawodowym robotników drzewnych. Schyłek I wojny światowej spędził w armii niemieckiej. Uczestniczył w rewolucji w listopadzie 1918 w Berlinie. Rok później osiadł w Poznaniu; pracował w warsztatach kolejowych, działając jednocześnie m.in. w Polskich Klasowych Związkach Zawodowych; w kwietniu 1920 był zatrzymany za udział w demonstracji kolejarzy przed Zamkiem w Poznaniu, zakończonej krwawym starciem z policją, ale został uniewinniony przez sąd. W grudniu 1921 został wybrany do Rady Miejskiej Poznania (z listy Polskich Klasowych Związków Zawodowych) i kierował klubem radnych związkowych (do 1925); był inicjatorem powstania Związku Lokatorów i Sublokatorów w Poznaniu (1924).
W 1925 ograniczył działalność w ruchu robotniczym. Kontynuował pracę w zakładach kolejowych, także w czasie II wojny światowej. W lutym 1945 uczestniczył w walkach o poznańską Cytadelę, w grupie około 2000 ochotników. Po wojnie wstąpił do PPR; w latach 1945–1950 pełnił mandat radnego Wojewódzkiej Rady Narodowej w Poznaniu, a w latach 1945–1947 posła do Krajowej Rady Narodowej. Przewodniczył Komisji Państwowego Urzędu Repatriacyjnego w Poznaniu, wchodził również do władz Okręgowej Komisji Związków Zawodowych. Przeszedł na emeryturę w 1953.
Pochowany na cmentarzu Górczyńskim.